# ダンジョンズ&ドラゴンズ シャドーオーバーミスタラ
『ダンジョンズ&ドラゴンズ シャドーオーバーミスタラ』（英: Dungeon&Dragons Shadow over Mystara）は、1996年に稼働したカプコンのアーケード用ベルトスクロールアクションゲームで、1994年に発表された『ダンジョンズ&ドラゴンズ タワーオブドゥーム』の続編である。
セガサターン用にも『ダンジョンズ&ドラゴンズ コレクション』（Dungeons & Dragons Collection）として前作も収録をして発売された。
また、日本国外では前作と共にPlayStation 3、Xbox 360、Wii U、Steamの4機種でダウンロード販売として発表され、日本でもPS3用ソフト『ダンジョンズ&ドラゴンズ -ミスタラ英雄戦記-』として2013年8月22日に発売された。

## 前作からの変更点
前作『タワーオブドゥーム』に比べて、新キャラクターを2名追加、技、アイテム、魔法の増加・改良が加えられている。
前作と違い、武器攻撃だけでは倒すのが困難なボスが多く、魔法の使えないキャラクターの場合は特に攻撃用のアイテムを使いこなすことが必要となる。

### 攻撃アクション
前作の特徴であった、ダメージの乱数によるばらつきはなくなり、同じ武器で同じレベルなら、どの技でもダメージは同じになった。クリティカルヒットが出ると与えるダメージが1.5倍になる。ダッシュ必殺技と対空必殺技は、必ずクリティカルヒットになる。
また、連続技のできないシステムはなくなり、ボタン連打による連続技が可能になった。
以下の操作はキャラクター右向き時のもの。左向き時はレバーを左右対称に入力。
アタック
倒れている相手には自動的に追い打ちになる（マジックユーザーには自動追い打ちはない）。
連続攻撃
マジックユーザー以外が使用可能。キャラクターによって段数が異なる。連続で繋がる段数がキャラクターごとに違い、繋がらない場合は割り込まれる可能性がある。
ドワーフは素早く連打で百烈斬り。
強攻撃
キャラクターによって性能は異なる。
モーニングスターを装備したクレリックは鎖を伸ばしての遠距離攻撃となる。
突き飛ばし攻撃
アイテムに空欄を選んでいる場合にDボタンを押すことでも使用できる。
ガード
防御した瞬間にカウンター攻撃も行える（対空必殺技と同じもの）。前作と違い、前方からの攻撃ならば上空からでも防御可能。両手武器か二刀流時はガード不可。
シーフとマジックユーザーは使用不可。ファイターとドワーフはシールド（「ガード」と表示）を選択してDボタンでも可能。
ダッシュ必殺技。
連続技の締めに使用されるほか、複数の敵を巻き込んで吹き飛ばすので敵に囲まれた時の回避にも使用することが可能。マジックユーザーは使用不可。
スライディング
長押しで長距離スライディング。敵に囲まれたのを避けるだけでなく、お金やポーション、得点アイテムをまとめて回収できる。
対空必殺技
ファイターは2ヒットの攻撃ができる。モーニングスターを装備したクレリックは大回転攻撃になる。マジックユーザーは使用不可。
メガクラッシュ
少し体力を削って出す緊急回避技。キャラクターによって効果が異なる。マジックユーザーは使用不可。
クレリックはターニングアンデッドとなり、画面中のアンデッドモンスターを一撃で倒すor退散させる。体力消費はなし。ターニングアンデッドで倒した場合、アイテムは出ない。
ジャンプ
ジャンプ攻撃も可能。
ドワーフはスーパージャンプ、回転アタックが可能。
シーフは2段ジャンプ、三角飛びが可能。
下突き
エルフはバウンドして連続でダメージを与えることが可能。
しゃがみ
しゃがみ歩きが可能。矢やリッチの地震などの攻撃を回避可能。しゃがんでいるとアイテムを素早く拾うことができる。
マジックユーザーはしゃがみ攻撃でダウン中の敵に追い打ちができる。エルフは空中に浮いたリッチにしゃがみ攻撃を当てることができない。
バックスタッブ
シーフのみ使用可。相手に肩車状態で乗ってナイフで攻撃する。
バックステップ
ドワーフは後転。シーフとマジックユーザーは動作中無敵。
ダッシュ
ダッシュ攻撃、ダッシュジャンプ、ダッシュジャンプ攻撃。タックルが可能。シーフはタックルするとアイテムを盗む（落とさせる）。
アイテムサークルを開く
開いた状態でサークル回転が可能。魔法を使えるキャラクターはページ切り換え（魔法が使えないキャラクターはジャンプになる）。サークルを閉じつつ攻撃することも可能。

### 魔法
クレリック、エルフ、マジックユーザーが使用可能で、魔法を使えるキャラクターはアイテムサークルの他にマジックサークルを2つ持つ。切り替えはサークル中にBボタン。魔法はレベルアップ時にレベルに応じた規定数まで回復する。また、マジックスクロールを手に入れることにより、最大9回までストック可能。規定数を超えても、レベルアップ時にはそのまま維持される。またエルフのみ最大レベルが10のため、レベルは上がらないが特定のボス戦後に魔法の回復ポイントが設けられている。

### サークルコマンドメニュー
使用するアイテムの選択では、キャラクターを取り囲む形でサークル（アイコン）が出現システムに変更された。1キャラクターが所持できる使用アイテムは6個までで、中には無制限に使える固有アイテムを持っているキャラクターも存在する。また、魔法はアイテムとは別のカテゴリとなり、サークル表示中に魔法のサークルへとページを切り替えることができ、同様に選択することができる。また、このシステムに付随する形で、使用する武器の持ち替えという要素も追加されている。武器を手に入れた後にサークルで決定するとその武器に持ち替えることができる。

## あらすじ
前作から2年後、主人公たちはブロークンランドの山で村人たちを助けたのち、トリンタン村でゴブリンの大群と対峙し、彼らの知力の結集である兵器・ウォーマシンを撃破する。その後、一行は飛空艇上で女王シンの軍団の「四天王」の一角であるシャドウエルフのテルアリンと戦う。彼の双子の弟テルエレロンは、シンが兄を操っているとして、救出すべく主人公一向に助太刀する。
飛行艇を後にした一行は、大樹の大要塞で門番のマンティコアを蹴散らし、要塞の最深部にて、シンによってリッチとして復活させられた前作の最終ボス・デイモスと対決する。
紆余曲折の末、一行はシンの本拠地である浮遊城で彼女の軍団と対決する。

## ステージ構成
本作は全10ステージで構成される。
| ステージ名                              | ボス                     | 備考（分岐条件など） |
| --------------------------------------- | ------------------------ | --- |
| STAGE1 ブロークンランドの山の人々       | なし                     | この面の終わりにネームエントリーを行う。なお、救出した村人の数によりネームエントリー時に出て来るキャラクターが変わる。 |
| STAGE2 トリンタン村へ                   | ウォーマシン             | |
| STAGE3 A.重戦車ジャガーノート           | ダークウォーリア         | |
| STAGE3 B.激流・ベスビア川を下れ!!       | マンスコーピオン         | レバーでイカダを操作し、立っている敵に接触すると戦闘シーンに切り替わる。制限時間が過ぎるとイカダのシーンで画面後ろからブラックドラゴンがブレスを吐いて追い立ててくる。チェックポイントを過ぎれば時間は回復する。 多人数プレイではマンスコーピオンが2体になる。 |
| STAGE4 アエングモアの森・上空           | ハーピー、テルアリン     | 飛空艇上でのシャドウエルフとの戦い。テルアリン戦では時間をかけすぎると飛空艇が墜落し、自動的に腐海ルートに進む。 |
| STAGE5 A.情報を求めて-アインスンの街へ- | オーガーブラザーズ       | ボスのオーガーブラザーズのうち1人と戦い、ある程度ダメージを与えると兄弟を呼んで2人になる。 |
| STAGE5 B.腐海と呼ばれる森               | ビホルダー               | 「STAGE4 アエングモアの森・上空」のボス・テルアリン戦で時間をかけすぎた場合、飛空艇が墜落したという設定でこのルートに進む。 |
| STAGE5 C.エルフ-木々の架け橋-           | グリーンドラゴン         | エルフ限定ルート。シャドウエルフの住み家。 |
| STAGE6 攻防!!大樹の大要塞               | リッチ                   | |
| STAGE7 魔獣がすむ森                     | ディスプレッサービースト | |
| STAGE8 A.迷いの森                       | ブラックドラゴン（後述） | 分かれ道のある森で、4回連続で正解のルートを選ぶとクリア。間違いのルートを選ぶとスタート地点に戻り、4回間違うとブラックドラゴンと対決し、倒すとクリア。正解のルートは看板を破壊するコボルドがヒントになっている。                                               |
| STAGE8 B.ノームの村を助けろ!!           | キメラ                   | ノームの村を襲っているキメラを退治しに行くルート。ボスのキメラ戦後にノームの村へ行ける。 |
| 精霊・ラファエル洞窟の異変              |                          | 8面クリア時に得た"浮遊石"の力で洞窟を下へ下へと降りていく。B50Fに入ると後述するレッドドラゴンの巣窟に入れる。 |
| 隠された財宝                            | レッドドラゴン           | B50Fの入り口に入り適切な選択肢を選ぶとレッドドラゴンと対決。倒せば"ドラゴンスレイヤー"の称号が付き、ハイスコア画面の名前の背景にドラゴンが表示される。 |
| STAGE9 A.灼熱!!溶岩界                   | フレイムサラマンダー     | |
| STAGE9 B.ロスト・ワールド               | フロストサラマンダー     | |
| STAGE9 C.ドワーフの地下水路             | テルアリン＆テルエレロン | ドワーフ専用ルート。天井からの落石が絶え間なく続いており、ダッシュで駆け抜けるステージ。2人のボスのうちテルエレロンを残すか否かで終盤の展開が変化する。 |
| STAGE10-1 浮遊城 ―侵入―                 | なし                     | |
| STAGE10-2 浮遊城 ―決戦I―                | テルアリン               | STAGE9 C.ルート通過時はテルアリンが登場しない |
| STAGE10-3 浮遊城 ―闘技場I―              | エザーホーデン           | |
| STAGE10-4 浮遊城 ―決戦II―               | なし                     | |
| STAGE10-5 浮遊城 ―闘技場II―             | ダークウォーリアII       | |
| STAGE10-6 浮遊城 ―最上階への扉―         | ナグパ シン              | STAGE9 C.クリア時にテルエレロンを倒していない場合、彼がナグパを倒したという演出が発生し、シンのみとの対決となる。 |

## キャラクター

### プレイヤーキャラクター
前作同様に本ゲームでも最大4人まで同時協力プレイができる。前作ではキャラクターの重複はできなかったが、今回は1Pキャラクターと2Pキャラクターが存在し、2人まで同じ職業のキャラクターを選ぶことができる（『ミスタラ英雄戦記』ではコスチュームカラーが追加され、4人とも同じキャラクターを選ぶ事が可能になっている）。選択時にスタートボタンで決定すれば2Pキャラクターを選択可能。なお、クレリックとマジックユーザーは見た目だけでなく、1Pと2Pキャラクターで使用する魔法に若干の違いがある。
オープニングステージ後に名前を決定できるが、このとき決めた名前は初期アイテムやステータス補正、エンディングの内容などに影響する。
前作から2年後という設定のため、各キャラクターのレベルは10台か、それに近い数字でスタートする。
キャラクター名はデフォルトネーム（1P / 2P）。
ファイター（クラッサス / ジャーレッド）
あらゆる武器を使う戦闘エキスパート。魔法は使えない。固定アイテムはシールドでガードが可能。
クレリック（グレルダン / マイルズ）
神の加護と格闘の心得を兼ね添えた聖職者。宗教上の制約から刃物を使えない一方、回復魔法・補助魔法が使える。
エルフ（ルシア / ケイラ）
声：笹本優子
剣と魔法がともに使える、美しい森の民。固定アイテムはアロー。
ドワーフ（ディムズディル / ヘンデル）
小柄な体に強大な腕力を持った地霊。HPが全キャラクター中もっとも高く、特殊攻撃に対する防御力も高い反面、動きが遅い。
「欲張りである」という特徴を持ち、ゲーム中では、ドワーフが正面から宝箱を開けた場合しばらく口が空いたままの箱が残り、それを斬りつけることによって追加の金を得ることができる。
固定アイテムはシールド。
マジックユーザー（サイアス / ドレイヴン）
声：細井治
攻撃魔法のエキスパート。威力、使用回数ともにエルフのそれを圧倒するが、必殺技・ガード・メガクラッシュが使えないなど肉弾戦は不得意。
シーフ（モリア / シャノン）
声：神宮寺弥生
守備力が低い上に盾を持たずガードできないが、攻撃力が高い。また、敵に体当たりしてアイテムを落とさせたり、カギ無しで宝箱を開けられるなど、他キャラクターに無い数々の特殊技能を持つ。固定アイテムはスリング。

### 敵キャラクター
ゴブリン戦車（ウォーマシン）
ゴブリンの知力の結集である兵器。強力な戦車に加えゴブリンが戦車以外から攻撃してくる。動力はゴブリンの手押しで、プレイヤーが複数（2人プレイ以上）の場合はリーダー格のゴブリンが大量にオイルを撒き散らす。
ダークウォーリア
モデルは『指輪物語』のバルログのカプコンオリジナルモンスター。強力な魔法と物理攻撃を持つ。スケルトンを呼び出す。
ハーピー
鳥人間。
テルアリン
ボス格のシャドウエルフ。シンの軍団の「四天王」のひとり。
テルエレロン
テルアリンの双子の弟。一度目のテルアリン戦でプレイヤーたちを助けてくれるが、ドワーフがパーティにいるときに地下水路で出くわしたときはテルエレロンもシンに操られてしまっている。戦闘スタイルはテルアリンと同様だが、ヘイスト以外の魔法を使わない。
ビホルダー
大きい目玉モンスター。中心の目玉の視界は魔法を全て消す能力を持っており、さらに上に小さな目玉がついていてそこから魔法を繰り出す。自分が魔法を繰り出すときは中心の目をふさぐ（自分の魔法を消さないため）。
グリーンドラゴン
エルフがパーティにいると戦える。毒のブレスを吐く。
マンティコア
ライオンのような大きいモンスター。
リッチ
前作の最終ボス。生前非常に高レベルのマジックユーザーであったと思われ、リッチ化して非常に強力なモンスターになった。
ディスプレッサービースト
幻影を作り出す、長い尻尾を持つ大きな豹のようなモンスター。
ブラックドラゴン
ベスビア川でタイムオーバーになったとき背後からブレスを吐く、迷いの森のペナルティステージとして出てくる、ナグパのお供として出てくる、と出番は最大3回だが戦えるのは2回（ベスビア川はプレイヤーが逃げるのみ）。
キマイラ
日本語版のゲーム中では「キメラ」と表記されている。ライオンにドラゴンがつき尻尾は蛇である。
レッドドラゴン
グリーンドラゴン、ブラックドラゴンは「スモールドラゴン」とドラゴン最小のサイズだが、このレッドドラゴンは「ヒュージドラゴン」とドラゴン最大のサイズになっている。
フレイムサラマンダー
炎の精霊。
フロストサラマンダー
氷の精霊。魔法はフレイムサラマンダーと大きく異なるものの、動きなどは似ている。
エザーホーデン
四天王の一角である、スペクター（幽霊のようなモンスター）というアンデッド。
ダークウォーリアII
四天王の3人目で、ダークウォーリア同様のオリジナルボス。ダークウォーリアと似た姿ながらも、桁違いの戦闘能力を持つ。
ナグパ
四天王の4人目である召喚士、組織内では参謀役を務める。マンティコアといった強力なモンスターを召喚して主人公たちにけしかける一方、自身はテレポートで逃げ回りながらライトニングボルトでモンスターたちを援護している。「STAGE9 C.ドワーフの地下水路」でテルアリンのみを倒した場合、テルエレロンがナグパを倒す演出が発生するため、ボスとして登場しない。
女王シン（暗黒地竜シン）
本作の最終ボスであり、前作から続く物語の全ての黒幕。普段は人間の女性の姿をしているが、その正体はレッドドラゴンに似た巨大なドラゴンである。

## スタッフ
- プランナー：KENKUN KATAOKA、Malachie
- キャラクターデザイン：西村キヌ
- オブジェクト："s" IS A CRIMINAL、H.MINOBE（見延浩明）、SHINYA.M（宮本慎弥）、DWAY NISHIMURA（西村マサル）、KANAKO TAKAMI、MIWA SHIGENAGA、鈴木俊宏、KAKO、Masayo.Tsujimoto、T.SHIRAHAMA（白浜恒紀）、INO（伊野英樹）、R.SATO、SA GA TA（相方貴文）、M.KONDO（近藤正規）、SHINZ SAKASHITA（坂下眞司）、S.YAMASHITA（山下さとる）、Y.YAMAMOTO（山本義紀）、DJA、JON（奈良裕之）、IWASAKI INUKICHI（岩崎篤嗣）、JUN MATHUMURA 28（松村淳）
- スクロール：NISSUI（西辻朝枝）、SARU、SHAKE、HISOYA、S.KUWATCH（桑島慎也）、J.SON、OJIJI（向井伸介）、TAKKY（大西明子）、IWAI（岩井千佳）、MEIKO.K
- ミュージックコンポーザー：甲田雅人
- サウンドデザイン：MOE T（北村武）
- サウンドエフェクト：MOE T（北村武）、HACHI BEE、伊勢聡
- サウンドプロデュース：ARCADE SOUND TEAM
- サンクス：LEE、Mta(groovy)Nshi（水田直志）
- プログラマー：O G T、山脇和男、Motsu、TORA＆YUME＆HIDE、Ryota Forever、K A T S U O、Knishi-MadDogMc
- スペシャルサンクス：Shinichi Yasuki、Mr.SHIRAIWA
- オリジナルスクリプト：ALEX JIMENEZ